# 1998 WA32
1998 WA32 är en asteroid i huvudbältet som upptäcktes den 21 november 1998 av LINEAR i Socorro County, New Mexico.
Asteroiden har en diameter på ungefär 6 kilometer och den tillhör asteroidgruppen Koronis.